# Щабельский, Иван Петрович
Иван Петрович Щабельский (9 апреля 1922, Синельниковский район — 26 апреля 1987, Синельниково, Днепропетровская область) — советский военнослужащий, участник Великой Отечественной войны, Герой Советского Союза. Стрелок-радист танка 186-й танковой бригады (10-й танковый корпус, 5-я гвардейская танковая армия, 2-й Белорусский фронт), старшина.

## Биография
Родился 9 апреля 1922 года в селе Хорошево (ныне Синельниковского района Днепропетровской области) в семье крестьянина. Украинец. Член ВКП(б) с 1944 года.
В Красной Армии с августа 1941 года. Проходил службу в 30-м учебно-танковом полку. В действующей армии с мая 1942 года в составе 186-й танковой бригады. Воевал в составе Западного, Воронежского, 1-го Украинского, 3-го и 2-го Прибалтийских, 2-го Белорусского фронтов.
Первое боевое крещение принял в бою около города Козельск (Калужская область). Экипаж танка подбил один вражеский танк, три автомашины и уничтожил около сорока гитлеровцев. Но и танк Щабельского был подбит, а сам он тяжело контужен. Старшина Щабельский особо отличился 21 января 1945 года в боях за город Остероде (ныне — Оструда, Польша).
После войны демобилизован. Жил в городе Синельниково Днепропетровской области. В 1957 году окончил Днепропетровский техникум культработников, работал заведующим районным отделом культуры, начальником отдела кадров рессорного завода.
Умер 26 апреля 1987 года.

## Награды
Указом Президиума Верховного Совета СССР от 19 апреля 1945 года за мужество, отвагу и героизм, проявленные в борьбе с немецко-фашистскими захватчиками, старшине Щабельскому Ивану Петровичу присвоено звание Героя Советского Союза с вручением ордена Ленина и медали «Золотая Звезда» (№ 8676).
Награждён орденами Отечественной войны 1-й степени, Красной Звезды, медалями.